# Maksim Matlakov
Maksim Sergeevič Matlakov in russo Максим Сергеевич Матлаков? (Leningrado, 5 marzo 1991) è uno scacchista russo, Grande maestro, Campione europeo assoluto nel 2017.
Ottenne il titolo di Maestro Internazionale nel 2007 e quello di Grande maestro nel 2010.
Ha raggiunto il massimo rating Elo nel novembre 2017, con 2738 punti, 4º giocatore russo e 23º al mondo.

## Principali risultati
- 2009 :  vince il Campionato del mondo U18 di Adalia in Turchia, il Gipslis Memorial di Riga, il campionato di San Pietroburgo e il Najdorf Memorial B di Varsavia;
- 2012 :  =2º-14º nel Campionato europeo individuale di Plovdiv (6º per spareggio tecnico);[2]
- 2013 :  nella Coppa del mondo di Tromsø batte nel primo turno il GM olandese Jan Smeets, ma nel secondo viene eliminato negli spareggi lampo dal GM azero Şəhriyar Məmmədyarov; =1º-3º nel Chigorin Memorial di San Pietroburgo;[3]
- 2014 :  in febbraio è pari primo con Oleksandr Moïsejenko nell'open A di Mosca, in novembre è secondo dietro a Dmitry Jakovenko nella finale della Russian Cup.[4]
- 2017 :  in giugno vince a Minsk il Campionato europeo individuale di scacchi con 8.5 punti, ha superato per spareggio tecnico Baadur Jobava e Vladimir Fedoseev.[5]
- 2018 : Con la squadra del Miedny Vsadnik (di San Pietroburgo) vince in ottobre a Porto Carras la Coppa Europa per Club .[6] Lo stesso mese vince a Bastia e Ajaccio il Corsican Circuit, torneo con varie fasi a velocità Rapid battendo in finale il francese Maxime Lagarde .[7]
- 2019 :  in aprile vince a Dubai in torneo Dubai Open con 7 punti su 9, superando per spareggio tecnico altri sette giocatori.[8] In maggio vince il Campionato russo a squadre con il team del Miedny Vsadnik.[9] In novembre a Batumi vince il Campionato Europeo a squadre nazionali.[10]
- 2020: a novembre vince il campionato russo di scacchi a squadre, che si è tenuto a Soči, con la Miedny Vsadnik (San Pietroburgo)[11].
- 2021: in ottobre giunge 2º nel Campionato russo con 6.5 su 11, alle spalle di Nikita Vitjugov e davanti a Vladimir Fedoseev[12]